# ري جونغ-جيل
ري جونغ-جيل هو عسكري وسياسي كوري شمالي، ولد في 1952 في كوريا الشمالية. نشط حزبياً في حزب العمال الكوري.